# Papilloderma altonagai
Papilloderma altonagai é uma espécie de gastrópode  da família Papillodermidae. É endémica de Espanha.